# Roure dels pantans
El roure dels pantans (Quercus palustris) és un arbre del gènere Quercus originari de l'est de l'Amèrica del Nord, des de Connecticut fins a l'est de Kansas i el sud de Geòrgia. El seu nom prové del llatí paluster-tris-tre, que vol dir 'palustre', i fa referència al seu hàbitat. És de curta vida, i no acostuma a passar dels 100-120 anys.

## Morfologia

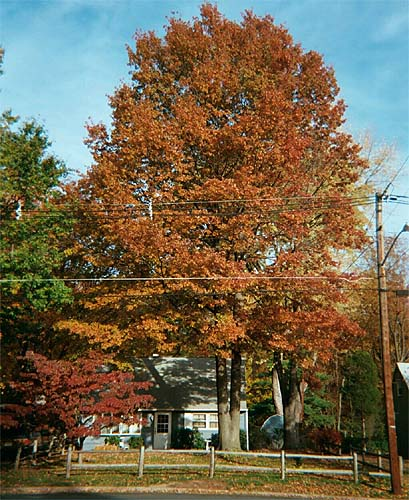
Port

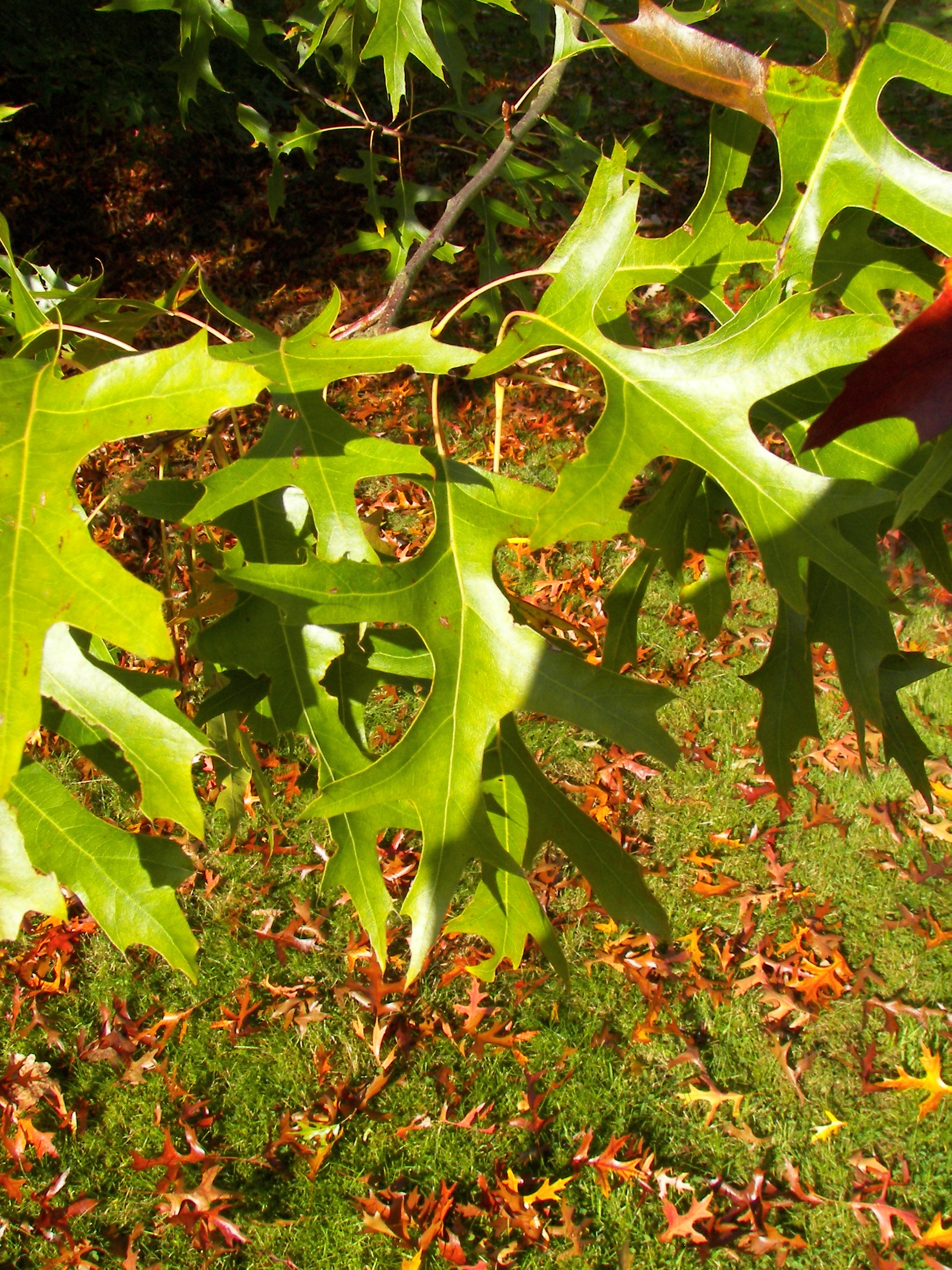
fulles

Arbre caducifoli de creixement ràpid que pot arribar als 25 m d'alçada, encara que no acostuma a sobrepassar els 18–22 m. Requereix un clima temperat, desenvolupant-se correctament en terrenys àcids humits o molt frescos, fins i tot argilosos i poc drenats, o que pateixen inundacions intermitents. Necessita, també, molta llum. L'arbre madur disposa una capçada oberta, ampla i cònica, on el tronc és recte i les branques s'estenen horitzontalment.
El tronc i branques presenten una escorça llisa de color gris amarronat que varia en diverses tonalitats, que s'esquerda i hi apareixen escates amb l'edat. Les branquetes, en canvi, són d'un color marró-vermellós o ataronjat. Les branques inferiors de la capçada aviat s'assequen per manca de llum i cauen.

Les fulles, de 8 a 15 cm de llarg i de 5 a 13 cm d'ample, són profundament lobulades (de cinc a nou lòbuls aguts, acabats en punta). A la tardor prenen coloracions vermelloses que després passen al marró. Molts cops les fulles resten seques i marrons a l'arbre tot l'hivern, caient només quan comencen a aparèixer les noves fulles a la primavera següent.

La maduració de les glans és bianual.

## Usos
L'escorça d'aquest arbre va ser utilitzada per algunes tribus natives americanes per tal de fer begudes per al tractament de dolors estomacals. La seva fusta es comercialitza per a la construcció als Estats Units d'Amèrica, encara que no es tracta d'una de les fustes amb més qualitat, ja que compta amb molts nusos.

## Sinonímia
- rubra var. palustris (Muenchh.) Kuntze 1891
- rubra var. dissecta Lam. 1785